# Elezioni comunali in Liguria del 1984
Le elezioni comunali in Liguria del 1984 si tennero il 24-25 giugno.

## Provincia di Imperia

### San Remo
| Partito                                                    | Partito                                       | Voti   | %     | Seggi | Differenza (%) | Differenza seggi |
| ---------------------------------------------------------- | --------------------------------------------- | ------ | ----- | ----- | -------------- | ---------------- |
|                                                            | Democrazia Cristiana                          | 13 599 | 32,45 | 14    | 3,99           | 3                |
|                                                            | Partito Comunista Italiano                    | 9 965  | 23,78 | 10    | 4,70           | 2                |
|                                                            | Nuova San Remo                                | 4 849  | 11,57 | 5     | 1,10           | 1                |
|                                                            | Partito Repubblicano Italiano                 | 3 132  | 7,47  | 3     | 1,78           | 1                |
|                                                            | Movimento Sociale Italiano - Destra Nazionale | 2 524  | 6,02  | 2     | 2,32           | 1                |
|                                                            | Partito Liberale Italiano                     | 2 520  | 6,01  | 2     | 0,46           | Stabile          |
|                                                            | Partito Socialista Italiano                   | 2 510  | 5,99  | 2     | 4,61           | 2                |
|                                                            | Partito Socialista Democratico Italiano       | 1 825  | 4,35  | 1     | 0,15           | Stabile          |
|                                                            | Democrazia Proletaria                         | 981    | 2,34  | 1     | 0,56           | 1                |
| Totale                                                     | Totale                                        | 41 905 | 100   | 40    | —              | —                |
| Votanti                                                    | Votanti                                       | —      | —     |       |                |                  |
| Elettori                                                   | Elettori                                      | —      | —     |       |                |                  |
| Fonte: Archivio storico La Stampa, su archiviolastampa.it. |                                               |        |       |       |                |                  |